# Buin
Buin é uma comuna chilena localizada na Região Metropolitana, e pertencente a província de Maipo. Se encontra a apenas 35 km ao sul da capital regional, sendo possível acessar a comuna diretamente através da Rota Pan-americana o Autopista de Maipo, o pelo Km 27 da Autopista Acesso Sul a Santiago sem maiores complicações. Integra junto com as comunas de Calera de Tango, Paine e San Bernardo o Distrito Eleitoral N° 30 e pertence à Circunscrição 7.ª Senatorial (Santiago Poniente). Buin limita ao norte com a comuna de San Bernardo, ao sul, com a comuna de Paine, ao leste, com a comuna de Pirque, e ao oeste, com a comuna de Isla de Maipo.